# George Kojac
George Harold Kojac (né le 2 mars 1910 à New York dans l'État de New York aux États-Unis - 28 mai 1996 à Parsippany au New Jersey aux États-Unis) est un nageur américain qui a participé aux Jeux olympiques d'été de 1928 à Amsterdam.
Aux Jeux olympiques de 1928, il gagna une médaille d'or aux 100m dos et au relais quatre fois 200m. Il finit également quatrième au 100m libre.
Il est né dans la ville de New York et est mort à Parsippany au New Jersey.